# Vania Catani
Vania Catani (Montes Claros, 1968) é uma produtora de cinema brasileira. 

## Biografia
Iniciou sua carreira do final da década de oitenta, com vídeo independente, e a partir deste tempo trabalhou como produtora de TV e vídeo entre 1987 e 1997 em Minas Gerais. Na década toda de noventa, organizou o Forumbhzvideo (Festival de Video e Arte Eletrônico) em Belo Horizonte. Durante a segunda parte de década noventa, quando aconteceu a ‘Retomada de Cinema Brasileiro’, ela começou a focar na produção de cinema, mas sempre ficava um interesse forte no mercado independente. Desde 2018, Vania Catani é membro oficial da Academy of Motion Picture Arts and Science, o Oscar.
No ano de 1995, quando começou a trabalhar com produção, trabalhou num grande projeto sobre Guimarães Rosa, na cidade em que ela cresceu, Montes Claros. O trabalho foi dirigido por Pedro Bial. Numa entrevista, Vania explicou a maneira em que idolatra o Guimarães. Em 1997, ela produziu a serie de TV ‘Os Nomes do Rosa’, que foi nomeado para o Emmy Awards em 1998 na categoria de Melhor Documentário, e em 1999, produziu o longa-metragem ‘Outras Estorias’.
Fundou a companhia de Bananeira Filmes em 2001, uma produtora independente que desenvolve, produz e lança projetos de cinema de autor. Sua característica principal é o investimento em produções independentes e de qualidade artística. Produziu filmes como O Palhaço e a Festa da Menina Morta. O Palhaço foi dirigido por Selton Mello e foi selecionado para representar o Brasil nos Oscar de 2013, na categoria de Melhor Filme Estrangeiro. Também foi consagrado pelo Grande Premio do Cinema Brasileiro em 2012, vencendo em 12 categorias, quebrando um recorde e entrando para a historia da maior premiação da cinema nacional. A companhia de tinha sido reconhecido às festivais dos filmes mais prestigiosas, nacionalmente e internacionalmente. Os filmes dela foram exibidos a 150 festivais em mais que trinta países e receberam mais de cem prêmios. A partir disso, ela passou a produzir documentários e filmes de ficção. Além das obras Mate-me por favor, - primeiro longa da diretora carioca Anita Rocha da Silveira que teve estreia mundial no Festival de Veneza 2015,  Redemoinho, de José Luiz Villamarim e Deserto, de Guilherme Weber também passaram em festivais nacionais e internacionais. Em 2017, O Filme da minha vida, terceiro longa de Selton Mello baseado no livro Um pai de cinema, do chileno Antônio Skármeta; levou mais uma vez o nome da produtora para festivais nacionais e internacionais.
Suas coproduções La playa (Colômbia), El Ardor (Argentina) e Jauja (Argentina)  tiveram estreia internacional no Festival de Cannes e Zama (Argentina), de Lucrécia Martel passou por diversos festivais ao redor do mundo. Em 2021 a Bananeira lançará “Serial Kelly”, longa-metragem de René Guerra, com a cantora Gaby Amarantos como protagonista. Atualmente está finalizando “O Filme do Tênis”, documentário sobre o primeiro disco solo do cantor mineiro Lô Borges, dirigido por Rodrigo de Oliveira e Vania Catani, “O Baile dos 41”, longa de David Pablos, coprodução internacional junto a Canana Films (México) e Manny Films (França); “Medusa”, de Anita Rocha da Silveira e “Fogaréu”, primeiro longa-metragem de Flávia Neves.
Em desenvolvimento tem os seguintes projetos de longa metragem: “A Vaca que Cantou uma Canção sobre o Futuro”, de Francisca Alegría, em coprodução com Jirafa Films (Chile) e Cinema Defacto (França); "Incondicional – O Mito da Maternidade", documentário de Patrícia Fróes; "Super Poderes", de Anne Pinheiro Guimarães; "Casa Assassinada", de José Luiz Villamarim, um documentário e um longa metragem de ficção sobre o ídolo rubro negro, Adriano Imperador.

## Filmografia
Zama (2017), coprodução
Todos os Paulos do Mundo (2017), produtora
O Filme da Minha Vida (2017), produtora
Deserto (2017), produção
Redemoinho (2016), produtora
O Último Trago (2016), produtora
Mate-me Por Favor (2016), produtora
Jauja (2014), coprodução
El Ardor (2014), coprodução
Quase Samba (2013), produtora
La Playa (2012), coprodutora
Billi Pig (2011), produtora                    
No Lugar Errado (2011), produtora executiva                        
O Palhaço (2011), produtora executiva                        
País do Desejo (2011)                    
O Último Romance de Balzac (2010)
A Festa da Menina Morta (2008), produtor                        
Feliz Natal (2008), produtora                    
Narradores de Javé (2003)
O Fim do Sem-Fim (2000), produtora        
Outras Estórias (1999), produtora